# ISO 3166-2:JO
ISO 3166-2:JO est l'entrée pour la Jordanie dans l'ISO 3166-2, qui fait partie du standard ISO 3166, publié par l'Organisation internationale de normalisation (ISO), et qui définit des codes pour les noms des principales administration territoriales (e.g. provinces ou États fédérés) pour tous les pays ayant un code ISO 3166-1.

## Gouvernorats (12)
Les noms des subdivisions sont listés selon l'usage de la norme ISO 3166-2, publiée par l'agence de maintenance de l'ISO 3166 (ISO 3166/MA).
```
JO-AJ
 
‘Ajlūn

JO-AQ
 
Al ‘Aqabah

JO-BA
 
Al Balqā’

JO-KA
 
Al Karak

JO-MA
 
Al Mafraq

JO-AM
 
Al ‘A̅şimah

JO-TA
 
Aţ Ţafīlah

JO-AZ
 
Az Zarqā’

JO-IR
 
Irbid

JO-JA
 
Jarash

JO-MN
 
Ma‘ān

JO-MD
 
Mādabā
```

Historique des changements
- 13 décembre 2011 : Remise en ordre alphabétique, précision et évolution de noms administratifs et mise à jour de la liste source.
- 27 novembre 2015 : Modification du nom des subdivisions JO-AM, JO-AJ, JO-AQ, JO-BA, JO-AZ, JO-MN; ajout des variations locales JO-AM, JO-AQ; mise à jour de la Liste Source